# Jean-Michel Tessier
Jean-Michel Tessier (Nouméa, 22 december 1977) is een Frans voormalig beroepswielrenner die zowel op de weg als op de baan actief was. Hij reed in het verleden voor onder meer La Française des Jeux en Cofidis, le Crédit par Téléphone.

## Carrière
De specialisatie van Tessier was de Zesdaagse, die hij vaak met Robert Sassone reed. Hij wist viermaal de Zesdaagde van Nouméa, in zijn geboorteplaats, te winnen. In 2000 reed hij voor La Française des Jeux de Ronde van Italië. Hij stapte af na de 15e etappe zonder ereplaatsen te behalen in de etappes.
Tijdens de Zesdaagse van Nouméa in 2003 werd zijn partner, Sassone, positief bevonden op betamethason, dat op de dopinglijst stond. Desondanks ging de overwinning naar Tessier en Sassone.

## Overwinningen
1997
- Criterium van Rugell

1998
- Zesdaagse van Nouméa (met Robert Sassone)
- Mi-Août en Bretagne

2000
- 1e etappe, deel A Ronde van de Ain

2001
- GP de Lillers
- 2e etappe Circuit des Mines
- Zesdaagse van Nouméa (met Robert Sassone)

2002
- Nationaal Kampioenschap puntenkoers
- Zesdaagse van Nouméa (met Adriano Baffi)

2003
- Zesdaagse van Nouméa (met Robert Sassone)

## Resultaten in voornaamste wedstrijden
| Jaar | Ronde van Italië | Ronde van Frankrijk | Ronde van Spanje |
| ---- | ---------------- | ------------------- | ---------------- |
| 2000 | opgave           |                     |                  |
| 2001 |                  |                     |                  |
| 2002 |                  |                     |                  |

| Jaar | Parijs-Roubaix |
| ---- | -------------- |
| 2000 |                |
| 2001 | 39e            |
| 2002 | 30e            |